# Boysenberry
Il boysenberry (Rubus idaeus x Rubus ulmifolius) è un frutto di bosco; precisamente si tratta di un ibrido, ottenuto incrociando il lampone con la mora del Pacifico.  Ha una taglia piuttosto grande per un frutto di bosco (circa 8,0 g); contiene grossi semi ed ha un colore bruno intenso.

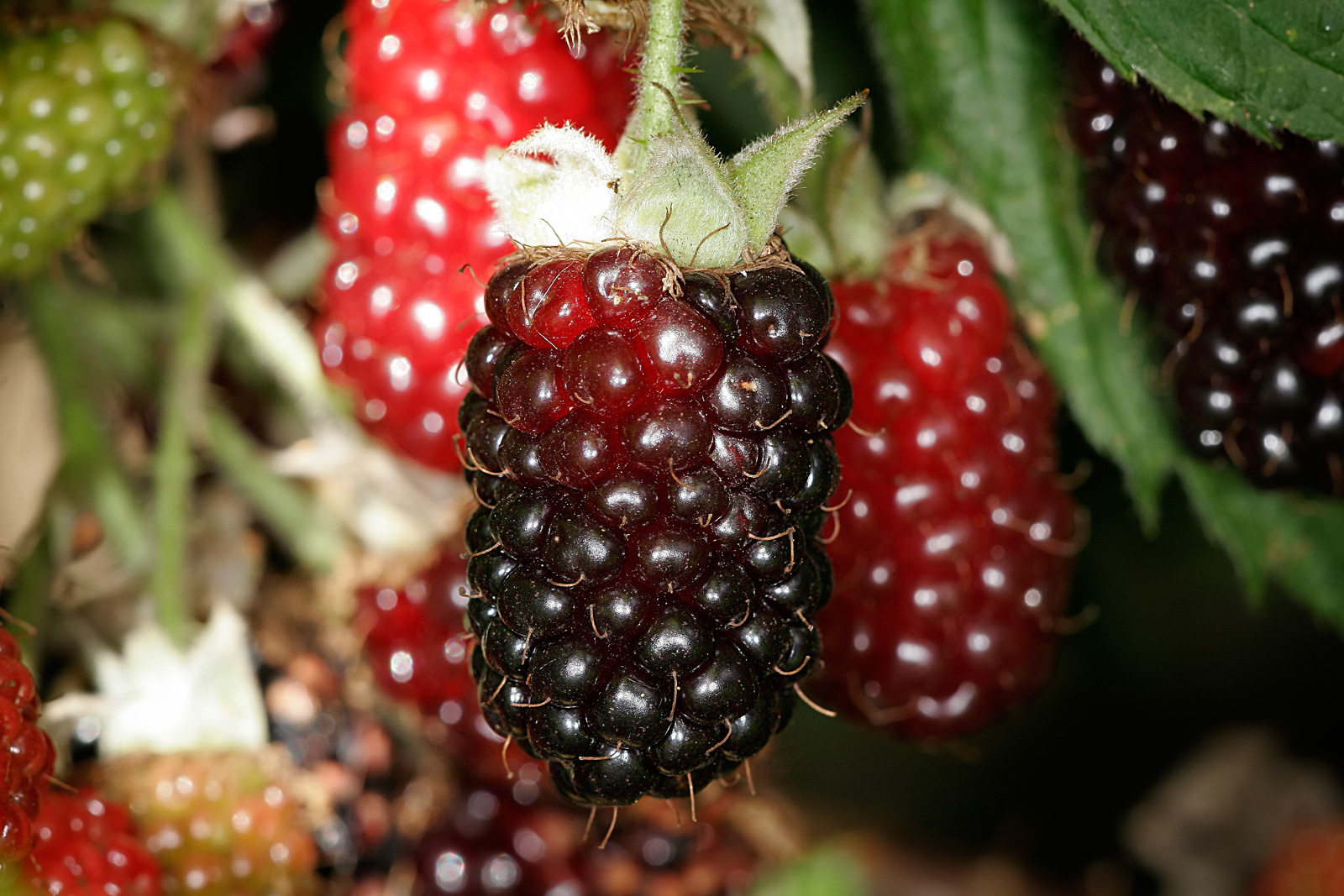
Boysenberry

## Descrizione
Nei tardi anni 20 del ventesimo secolo, George M. Darrow dell'USDA cominciò a effettuare delle ricerche su alcune voci riguardanti una grande bacca di color porpora-rossastro che era stata coltivata in una fattoria della California settentrionale da un certo Rudolph Boysen. Darrow chiese l'aiuto di Walter Knott, un agricoltore della California meridionale che era noto come un esperto di frutti di bosco. Knott non aveva ancora sentito parlare del nuovo frutto, ma fu ugualmente d'accordo ad aiutare Darrow nella sua ricerca.
Darrow e Knott vennero a sapere che Boysen aveva abbandonato i suoi esperimenti sulla coltivazione di quel frutto molti anni prima e venduto la sua fattoria. Incuriositi da queste notizie, Darrow e Knott rovistarono il giardino dalla vecchia fattoria di Boysen, e lì trovarono molte fragili piante che sopravvivevano a stento, soffocate dalle erbacce.
Dopo averne estirpate alcune, le trapiantarono nel campo della fattoria di Knott a Buena Park, in California, dove lui stesso riprese a coltivarle affinché fruttificassero.
Walter Knott fu il primo a coltivare a fini commerciali il frutto in California meridionale. Cominciò a vendere i boysenberries nella sua bancarella della sua fattoria nel 1935 e presto il suo lavoro fu appagato in quanto le persone ritornavano per comprarle. Quando gli chiesero come si chiamassero tali frutti lui rispose "Boysenberries", nome ereditato dal loro inventore.